# Estación de Besanzón-Viotte
La estación de Besanzón-Viotte (en francés: Gare de Besançon-Viotte) ha sido la principal estación ferroviaria de la ciudad francesa de Besanzón, desde la destrucción en 1963 de la estación de la Mouillère hasta la apertura en 2011 de la estación de Besanzón Franco Condado TGV.
La estación fue inaugurada en el año 1855, aunque el ferrocarril no llegaría a Besanzón hasta 1856.

## Situación ferroviaria
La estación está situada en el punto kilométrico 405,780 de la línea de Dole-Ville a Belfort, y es el origen de la línea Besanzón-Viotte a Locle-Col-des-Roches, además de la línea de Besanzón-Viotte a Vesoul.

## Servicios ferroviarios

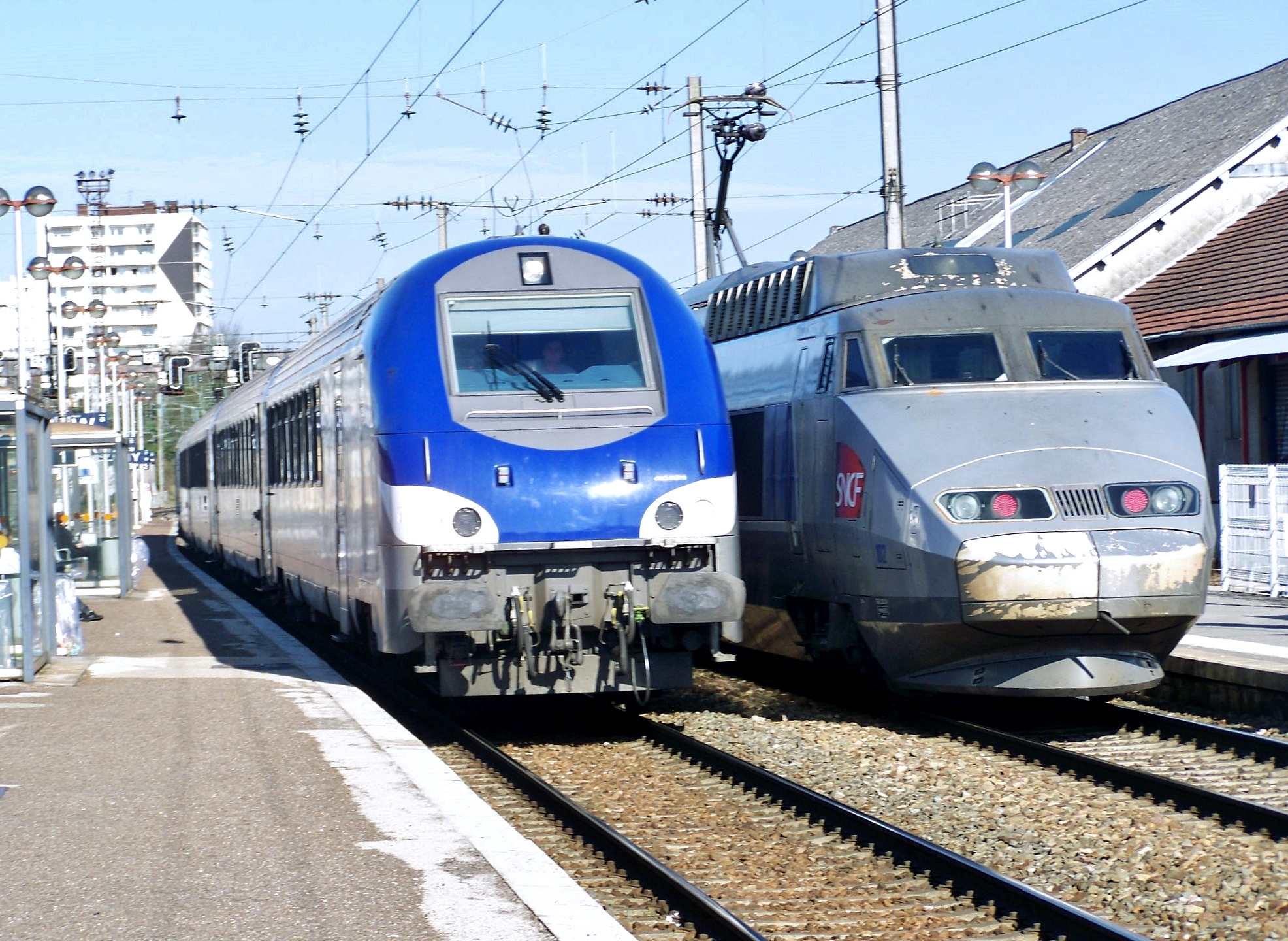
Llegada de un TER de la estación de Dijon y un TGV estacionado.

### Alta velocidad
Existen servicios TGV que paran o inician su trayecto en esta estación y la conectan con los siguientes destinos:
- Línea París ↔ Besanzón
- Línea Estrasburgo ↔ Marsella

### Larga Distancia
La SNCF tiene trenes Intercités desde Besanzón-Viotte hasta estos destinos:
- Línea Estrasburgo ↔ Niza (fines de semana)
- Línea Estrasburgo ↔ Portbou (Días determinados)

### TER
Las conexiones regionales están servidas por la red TER Franche-Comté.
- Línea Besanzón-Viotte ↔ Dole ↔ Dijon
- Línea Besanzón-Viotte ↔ Belfort
- Línea Besanzón-Viotte ↔ Bourg-en-Bresse
- Línea Besanzón-Viotte ↔ Morteau ↔ Le Locle ↔ La Chaux de Fonds
- Línea Besanzón-Viotte ↔ Saint Cloude
- Línea Besanzón-Viotte ↔ Besanzón Franco Condado TGV